# Andre Blake
Andre Jason Blake (May Pen, 21 november 1990) is een Jamaicaans voetballer die speelt als doelman. In 2014 debuteerde hij voor Philadelphia Union. Blake maakte in 2014 zijn debuut in het Jamaicaans voetbalelftal.

## Clubcarrière
Blake speelde in zijn collegetijd voor de Connecticut Huskies. In 2014 koos Philadelphia Union hem uit in de MLS SuperDraft. Hij was de beoogde eerste keuze onder de lat, maar na de aankoop van Raïs M'Bolhi verdween hij naar de reservebank. Zijn professionele debuut maakte de doelman op 16 augustus 2014, toen met 2–0 werd verloren op bezoek bij Houston Dynamo. Blake startte in de basis en stond het gehele duel op doel. In 2015 speelde de Jamaican zes competitiewedstrijden en het jaar erna had hij een vaste basisplaats. In 2016 werd Blake eveneens opgenomen in de selectie voor de MLS All-Star Game. In de zomer van 2021 werd zijn verbintenis opengebroken en verlengd tot eind 2024, met een optie op een jaar extra. In mei 2024 werden er nog twee seizoenen toegevoegd aan dit contract, met opnieuw eenzelfde optie op verlenging.

## Clubstatistieken
| Seizoen | Club               | Competitie          | Competitie | Competitie | Beker | Beker | Internationaal | Internationaal | Totaal | Totaal |
| Seizoen | Club               | Competitie          | Wed.       | Dlp.       | Wed.  | Dlp.  | Wed.           | Dlp.           | Wed.   | Dlp.   |
| ------- | ------------------ | ------------------- | ---------- | ---------- | ----- | ----- | -------------- | -------------- | ------ | ------ |
| 2014    | Philadelphia Union | Major League Soccer | 1          | 0          | 2     | 0     | —              | —              | 3      | 0      |
| 2015    | Philadelphia Union | Major League Soccer | 6          | 0          | 1     | 0     | —              | —              | 7      | 0      |
| 2016    | Philadelphia Union | Major League Soccer | 33         | 0          | 2     | 0     | —              | —              | 35     | 0      |
| 2017    | Philadelphia Union | Major League Soccer | 26         | 0          | 0     | 0     | —              | —              | 26     | 0      |
| 2018    | Philadelphia Union | Major League Soccer | 34         | 0          | 4     | 0     | —              | —              | 38     | 0      |
| 2019    | Philadelphia Union | Major League Soccer | 28         | 0          | 0     | 0     | —              | —              | 28     | 0      |
| 2020    | Philadelphia Union | Major League Soccer | 25         | 0          | 0     | 0     | —              | —              | 25     | 0      |
| 2021    | Philadelphia Union | Major League Soccer | 28         | 0          | 0     | 0     | 6              | 0              | 34     | 0      |
| 2022    | Philadelphia Union | Major League Soccer | 37         | 0          | 0     | 0     | —              | —              | 37     | 0      |
| 2023    | Philadelphia Union | Major League Soccer | 30         | 0          | 1     | 0     | 12             | 0              | 43     | 0      |
| 2024    | Philadelphia Union | Major League Soccer | 14         | 0          | 0     | 0     | 10             | 0              | 24     | 0      |
| 2025    | Philadelphia Union | Major League Soccer | 9          | 0          | 0     | 0     | —              | —              | 9      | 0      |
| Totaal  | Totaal             | Totaal              | 271        | 0          | 10    | 0     | 28             | 0              | 309    | 0      |

Bijgewerkt op 27 mei 2025.

## Interlandcarrière
Blake maakte zijn debuut in het Jamaicaans voetbalelftal op 3 maart 2014, toen door doelpunten van Darren Mattocks en Deshorn Brown met 0–2 gewonnen werd van Barbados. De doelman mocht van bondscoach Winfried Schäfer in de basis beginnen en hij speelde het gehele duel mee. Vanaf september 2015 speelde hij een belangrijkere rol in het nationale team; in 2016 miste hij één interland van de tien, in de andere negen speelde hij telkens het gehele duel mee.
| Interlands van Andre Blake voor Jamaica | Interlands van Andre Blake voor Jamaica | Interlands van Andre Blake voor Jamaica  | Interlands van Andre Blake voor Jamaica | Interlands van Andre Blake voor Jamaica | Interlands van Andre Blake voor Jamaica | Interlands van Andre Blake voor Jamaica |
| №                                       | Datum                                   | Wedstrijd                                | Uitslag                                 | Competitie                              | Goals                                   |                                         |
| Als speler bij Philadelphia Union       | Als speler bij Philadelphia Union       | Als speler bij Philadelphia Union        | Als speler bij Philadelphia Union       | Als speler bij Philadelphia Union       | Als speler bij Philadelphia Union       | Als speler bij Philadelphia Union       |
| --------------------------------------- | --------------------------------------- | ---------------------------------------- | --------------------------------------- | --------------------------------------- | --------------------------------------- | --------------------------------------- |
| 1                                       | 3 maart 2014                            | Barbados – Jamaica                       | 0 – 2                                   | Vriendschappelijk                       |                                         |                                         |
| 2                                       | 5 maart 2014                            | Saint Lucia – Jamaica                    | 0 – 5                                   | Vriendschappelijk                       |                                         |                                         |
| 3                                       | 26 mei 2014                             | Jamaica – Servië                         | 1 – 2                                   | Vriendschappelijk                       |                                         |                                         |
| 4                                       | 30 mei 2014                             | Zwitserland – Jamaica                    | 1 – 0                                   | Vriendschappelijk                       |                                         |                                         |
| 5                                       | 10 september 2014                       | Canada – Jamaica                         | 3 – 1                                   | Vriendschappelijk                       |                                         |                                         |
| 6                                       | 13 november 2014                        | Jamaica – Martinique                     | 1 – 1                                   | Caribbean Cup 2014                      |                                         |                                         |
| 7                                       | 15 november 2014                        | Jamaica – Antigua en Barbuda             | 3 – 0                                   | Caribbean Cup 2014                      |                                         |                                         |
| 8                                       | 17 november 2014                        | Jamaica – Haïti                          | 2 – 0                                   | Caribbean Cup 2014                      |                                         |                                         |
| 9                                       | 19 november 2014                        | Jamaica – Trinidad en Tobago             | 0 – 0                                   | Caribbean Cup 2014                      |                                         |                                         |
| 10                                      | 5 september 2015                        | Jamaica – Nicaragua                      | 2 – 3                                   | WK 2018 kwalificatie                    |                                         |                                         |
| 11                                      | 9 september 2015                        | Nicaragua – Jamaica                      | 0 – 2                                   | WK 2018 kwalificatie                    |                                         |                                         |
| 12                                      | 13 oktober 2015                         | Zuid-Korea – Jamaica                     | 3 – 0                                   | Vriendschappelijk                       |                                         |                                         |
| 13                                      | 18 november 2015                        | Haïti – Jamaica                          | 0 – 1                                   | WK 2018 kwalificatie                    |                                         |                                         |
| 14                                      | 26 maart 2016                           | Jamaica – Costa Rica                     | 1 – 1                                   | WK 2018 kwalificatie                    |                                         |                                         |
| 15                                      | 30 maart 2016                           | Costa Rica – Jamaica                     | 3 – 0                                   | WK 2018 kwalificatie                    |                                         |                                         |
| 16                                      | 5 juni 2016                             | Jamaica – Venezuela                      | 0 – 1                                   | Copa América 2016                       |                                         |                                         |
| 17                                      | 10 juni 2016                            | Mexico – Jamaica                         | 2 – 0                                   | Copa América 2016                       |                                         |                                         |
| 18                                      | 14 juni 2016                            | Uruguay – Jamaica                        | 3 – 0                                   | Copa América 2016                       |                                         |                                         |
| 19                                      | 3 september 2016                        | Panama – Jamaica                         | 2 – 0                                   | WK 2018 kwalificatie                    |                                         |                                         |
| 20                                      | 7 september 2016                        | Jamaica – Haïti                          | 0 – 2                                   | WK 2018 kwalificatie                    |                                         |                                         |
| 21                                      | 12 oktober 2016                         | Guyana – Jamaica                         | 2 – 4                                   | Caribbean Cup 2017 kwalificatie         |                                         |                                         |
| 22                                      | 13 november 2016                        | Jamaica – Suriname                       | 1 – 0                                   | Caribbean Cup 2017 kwalificatie         |                                         |                                         |
| 23                                      | 3 februari 2017                         | Verenigde Staten – Jamaica               | 1 – 0                                   | Vriendschappelijk                       |                                         |                                         |
| 24                                      | 13 februari 2017                        | Peru – Jamaica                           | 3 – 1                                   | Vriendschappelijk                       |                                         |                                         |
| 25                                      | 9 juli 2017                             | Curaçao – Jamaica                        | 0 – 2                                   | Gold Cup 2017                           |                                         |                                         |
| 26                                      | 13 juli 2017                            | Mexico – Jamaica                         | 0 – 0                                   | Gold Cup 2017                           |                                         |                                         |
| 27                                      | 16 juli 2017                            | Jamaica – El Salvador                    | 1 – 1                                   | Gold Cup 2017                           |                                         |                                         |
| 28                                      | 20 juli 2017                            | Jamaica – Canada                         | 2 – 1                                   | Gold Cup 2017                           |                                         |                                         |
| 29                                      | 23 juli 2017                            | Mexico – Jamaica                         | 0 – 1                                   | Gold Cup 2017                           |                                         |                                         |
| 30                                      | 26 juli 2017                            | Verenigde Staten – Jamaica               | 2 – 1                                   | Gold Cup 2017                           |                                         |                                         |
| 31                                      | 2 september 2017                        | Canada – Jamaica                         | 2 – 0                                   | Vriendschappelijk                       |                                         |                                         |
| 32                                      | 25 maart 2017                           | Jamaica – Antigua en Barbuda             | 1 – 1                                   | Vriendschappelijk                       |                                         |                                         |
| 33                                      | 9 september 2018                        | Jamaica – Kaaimaneilanden                | 4 – 0                                   | Nations League 2019/20 kwalificatie     |                                         |                                         |
| 34                                      | 14 oktober 2018                         | Bonaire – Jamaica                        | 0 – 6                                   | Nations League 2019/20 kwalificatie     |                                         |                                         |
| 35                                      | 17 november 2018                        | Jamaica – Suriname                       | 2 – 1                                   | Nations League 2019/20 kwalificatie     |                                         |                                         |
| 36                                      | 23 maart 2019                           | El Salvador – Jamaica                    | 2 – 0                                   | Nations League 2019/20 kwalificatie     |                                         |                                         |
| 37                                      | 5 juni 2019                             | Verenigde Staten – Jamaica               | 0 – 1                                   | Vriendschappelijk                       |                                         |                                         |
| 38                                      | 17 juni 2019                            | Jamaica – Honduras                       | 3 – 2                                   | Gold Cup 2019                           |                                         |                                         |
| 39                                      | 21 juni 2019                            | El Salvador – Jamaica                    | 0 – 0                                   | Gold Cup 2019                           |                                         |                                         |
| 40                                      | 26 juni 2019                            | Jamaica – Curaçao                        | 1 – 1                                   | Gold Cup 2019                           |                                         |                                         |
| 41                                      | 30 juni 2019                            | Jamaica – Panama                         | 1 – 0                                   | Gold Cup 2019                           |                                         |                                         |
| 42                                      | 3 juli 2019                             | Verenigde Staten – Jamaica               | 3 – 1                                   | Gold Cup 2019                           |                                         |                                         |
| 43                                      | 6 september 2019                        | Jamaica – Antigua en Barbuda             | 6 – 0                                   | Nations League 2019/20                  |                                         |                                         |
| 44                                      | 9 september 2019                        | Guyana – Jamaica                         | 0 – 4                                   | Nations League 2019/20                  |                                         |                                         |
| 45                                      | 12 oktober 2019                         | Jamaica – Aruba                          | 2 – 0                                   | Nations League 2019/20                  |                                         |                                         |
| 46                                      | 12 juli 2021                            | Jamaica – Suriname                       | 2 – 0                                   | Gold Cup 2021                           |                                         |                                         |
| 47                                      | 16 juli 2021                            | Guatemala – Jamaica                      | 1 – 2                                   | Gold Cup 2021                           |                                         |                                         |
| 48                                      | 25 juli 2021                            | Verenigde Staten – Jamaica               | 1 – 0                                   | Gold Cup 2021                           |                                         |                                         |
| 49                                      | 2 september 2021                        | Mexico – Jamaica                         | 2 – 1                                   | WK 2022 kwalificatie                    |                                         |                                         |
| 50                                      | 5 september 2021                        | Jamaica – Panama                         | 0 – 3                                   | WK 2022 kwalificatie                    |                                         |                                         |
| 51                                      | 8 september 2021                        | Costa Rica – Jamaica                     | 1 – 1                                   | WK 2022 kwalificatie                    |                                         |                                         |
| 52                                      | 7 oktober 2021                          | Verenigde Staten – Jamaica               | 2 – 0                                   | WK 2022 kwalificatie                    |                                         |                                         |
| 53                                      | 10 oktober 2021                         | Jamaica – Canada                         | 0 – 0                                   | WK 2022 kwalificatie                    |                                         |                                         |
| 54                                      | 13 oktober 2021                         | Honduras – Jamaica                       | 0 – 2                                   | WK 2022 kwalificatie                    |                                         |                                         |
| 55                                      | 12 november 2021                        | El Salvador – Jamaica                    | 1 – 1                                   | WK 2022 kwalificatie                    |                                         |                                         |
| 56                                      | 16 november 2021                        | Jamaica – Verenigde Staten               | 1 – 1                                   | WK 2022 kwalificatie                    |                                         |                                         |
| 57                                      | 27 januari 2022                         | Jamaica – Mexico                         | 1 – 2                                   | WK 2022 kwalificatie                    |                                         |                                         |
| 58                                      | 30 januari 2022                         | Panama – Jamaica                         | 3 – 2                                   | WK 2022 kwalificatie                    |                                         |                                         |
| 59                                      | 2 februari 2022                         | Jamaica – Costa Rica                     | 0 – 1                                   | WK 2022 kwalificatie                    |                                         |                                         |
| 60                                      | 24 maart 2022                           | Jamaica – El Salvador                    | 1 – 1                                   | WK 2022 kwalificatie                    |                                         |                                         |
| 61                                      | 27 maart 2022                           | Canada – Jamaica                         | 4 – 0                                   | WK 2022 kwalificatie                    |                                         |                                         |
| 62                                      | 30 maart 2022                           | Jamaica – Honduras                       | 2 – 1                                   | WK 2022 kwalificatie                    |                                         |                                         |
| 63                                      | 14 juni 2022                            | Jamaica – Mexico                         | 1 – 1                                   | Nations League 2022/23                  |                                         |                                         |
| 64                                      | 27 september 2022                       | Jamaica – Argentinië                     | 0 – 3                                   | Vriendschappelijk                       |                                         |                                         |
| 65                                      | 19 juni 2023                            | Jamaica – Jordanië                       | 1 – 2                                   | Vriendschappelijk                       |                                         |                                         |
| 66                                      | 24 juni 2023                            | Verenigde Staten – Jamaica               | 1 – 1                                   | Gold Cup 2023                           |                                         |                                         |
| 67                                      | 28 juni 2023                            | Jamaica – Trinidad en Tobago             | 4 – 1                                   | Gold Cup 2023                           |                                         |                                         |
| 68                                      | 9 juli 2023                             | Guatemala – Jamaica                      | 0 – 1                                   | Gold Cup 2023                           |                                         |                                         |
| 69                                      | 12 juli 2023                            | Jamaica – Mexico                         | 0 – 3                                   | Gold Cup 2023                           |                                         |                                         |
| 70                                      | 12 september 2023                       | Jamaica – Haïti                          | 2 – 2                                   | Nations League 2023/24                  |                                         |                                         |
| 71                                      | 15 oktober 2023                         | Haïti – Jamaica                          | 2 – 3                                   | Nations League 2023/24                  |                                         |                                         |
| 72                                      | 18 november 2023                        | Jamaica – Canada                         | 1 – 2                                   | Nations League 2023/24                  |                                         |                                         |
| 73                                      | 21 november 2023                        | Canada – Jamaica                         | 2 – 3                                   | Nations League 2023/24                  |                                         |                                         |
| 74                                      | 21 maart 2024                           | Verenigde Staten – Jamaica               | 3 – 1 n.v.                              | Nations League 2023/24                  |                                         |                                         |
| 75                                      | 24 maart 2024                           | Panama – Jamaica                         | 0 – 1                                   | Nations League 2023/24                  |                                         |                                         |
| 76                                      | 6 september 2024                        | Jamaica – Cuba                           | 0 – 0                                   | Nations League 2024/25                  |                                         |                                         |
| 77                                      | 10 september 2024                       | Honduras – Jamaica                       | 1 – 2                                   | Nations League 2024/25                  |                                         |                                         |
| 78                                      | 10 oktober 2024                         | Nicaragua – Jamaica                      | 0 – 2                                   | Nations League 2024/25                  |                                         |                                         |
| 79                                      | 14 oktober 2024                         | Jamaica – Honduras                       | 0 – 0                                   | Nations League 2024/25                  |                                         |                                         |
| 80                                      | 14 november 2024                        | Jamaica – Verenigde Staten               | 0 – 1                                   | Nations League 2024/25                  |                                         |                                         |
| 81                                      | 18 november 2024                        | Verenigde Staten – Jamaica               | 4 – 2                                   | Nations League 2024/25                  |                                         |                                         |
| 82                                      | 21 maart 2025                           | Jamaica – Saint Vincent en de Grenadines | 0 – 1                                   | Gold Cup 2025 kwalificatie              |                                         |                                         |
| 83                                      | 25 maart 2025                           | Saint Vincent en de Grenadines – Jamaica | 3 – 0                                   | Gold Cup 2025 kwalificatie              |                                         |                                         |

Bijgewerkt op 27 mei 2025.